# Albert Sowiński
Wojciech Albert Sowiński, né en 1805 à Łukaszówka et mort le 2 mars 1880 dans le 7e arrondissement de Paris, est un pianiste polonais.

## Biographie
Il étudie le piano à Vienne auprès de Carl Czerny, et la composition auprès de Jirovec et Leidesdorf. En 1828, il se rend en Italie pour étudier, puis à Paris où il travaille comme professeur de musique .Il est mort à son domicile parisien de la Rue de Grenelle, à l'âge de 74 ans.

## Publication
- Les Musiciens polonais et slaves, anciens et modernes, Paris, 1857. lire en ligne sur Gallica
- Notice biographique sur G. Bachmann, Angers, 1867. lire en ligne sur Gallica
- Histoire de la vie et de l'oeuvre de Ludwig Van Beethoven de Antoine Schindler (traduction), Paris, 1864.

## Œuvres
La petite Douche, arrangement pour piano à quatre mains, 1877, lire en ligne sur Gallica
Quam dilecta ! motet pour voix de baryton et chœur avec accompagnement d'orgue, lire en ligne sur Gallica
Choeur des moissonneurs à 4 voix d' hommes ! Paroles d' Édouard d' Anglemont,1850, lire en ligne sur Gallica
 6 Morceaux religieux à 2, 3 et 4 voix, [1.  O Salusares (à 4 voix) - 2 - Ave Regina (à 3 voix) - 3 - Ave Maria (à 2 voix) - 4 - Ave Verum (à 3 voix) - 5 - Virgo benedicta (à 2 voix) - 6 - De profundis (à 4 voix)] 1844, lire en ligne sur Gallica
Mélodies polonaises,  album lyrique, contenant dix romances, chansonnettes et mazureck à une ou plusieurs voix, paroles françaises et polonaises, textes de Konstanty  Gaszynski,  Ambroise Bétourné, Seweryn Goszczyński, 1833, lire en ligne sur Gallica